# Stephan Thernstrom
Stephan Thernstrom (né le 5 novembre 1934 et mort le 23 janvier 2025) est un universitaire et historien américain devenu professeur émérite d'histoire Winthrop Research à l'Université Harvard.
Il est spécialiste de l'histoire ethnique et sociale et a été rédacteur en chef de l'Encyclopédie Harvard des groupes ethniques américains. Son épouse Abigail Thernstrom et lui sont d'éminents opposants à la discrimination positive dans l'éducation et, selon le New York Times, ils « mènent la charge conservatrice contre les préférences raciales en Amérique ».

## Jeunesse et éducation
Thernstrom est né et grandit dans une famille ouvrière à Port Huron, Michigan. Son père est le fils d'un ouvrier immigré d'origine suédoise et travaille dans les chemins de fer. Thernstrom est élevé comme scientiste chrétien, mais est déçu par la foi. Sa famille déménage ensuite à Battle Creek, Michigan. Thernstrom obtient son baccalauréat de la Northwestern University et son doctorat de l'Université Harvard, sous la direction d'Oscar Handlin.

## Carrière
Thernstrom occupe des postes de professeur à l'Université Harvard, à l'Université Brandeis et à l'Université de Californie à Los Angeles. Il retourne à Harvard comme professeur titulaire en 1973. De 1978 à 1979, Thernstrom est professeur Pitt d'histoire et d'institutions américaines à l'Université de Cambridge.
Il est l'auteur de plusieurs livres primés, dont Poverty and Progress: Social Mobility in the 19th Century et The Other Bostonians: Poverty and Progress in the American Metropolis, 1880-1970, qui remporte le prix Bancroft d'histoire et est décrit par Le New York Times Book Review comme « le meilleur morceau d'histoire quantitative jamais publié ». Thernstrom est témoin expert pour la défense dans plus de deux douzaines d'affaires fédérales impliquant des allégations de discrimination raciale dans les écoles. Il est co-auteur d'un mémoire dans « Parents Involved in Community Schools v. Seattle », contestant la constitutionnalité du plan d'équilibre racial de Seattle.
Il co-écrit avec son épouse Abigail Thernstrom No Excuses: Closing the Racial Gap in Learning, nommé par le Los Angeles Times et l'American School Board Journal comme l'un des meilleurs livres de 2003 et lauréat du prix Fordham 2007 pour l'excellence. Ils co-écrivent aussi America in Black and White: One Nation, Indivisible, une histoire complète des relations raciales que le New York Times Book Review désigne comme l'un des livres remarquables de 1997. Leurs écrits reçoivent le prix Waldo G. Leland, le prix RR Hawkins et le prix de la Fondation Fordham, les prix de la Fondation Bradley en 1997 et le prix commémoratif Peter Shaw en 2004 décerné par la National Association of Scholars, une organisation d'étudiants conservateurs. Leur travail attaque les programmes de Discrimination positive.

## Vie privée
Thernstrom épouse Abigail en 1959. Ils ont deux enfants, Melanie Thernstrom de Palo Alto, Californie, écrivain, et Samuel Thernstrom.